# Boryszew Pierwszy
Boryszew Pierwszy – część miasta Sochaczew w Polsce położonego w województwie mazowieckim.
W latach 1975–1998 należała administracyjnie do województwa skierniewickiego.